# Цыпин, Самуил Григорьевич
Самуил Григорьевич Цыпин (12 сентября 1925, Москва — 06 ноября 2012, там же) — советский и российский физик, специалист в области радиационной безопасности. Доктор физико-математических наук, профессор.

## Биография
Самуил Григорьевич Цыпин в декабре 1949 года окончил с отличием инженерно-физический факультет Московского механического института по специальности "проектирование и эксплуатация физических приборов и установок", получил квалификацию инженера-физика и по распределению в феврале 1950 года был направлен в город Обнинск в Физико-энергетический институт, где прошел путь от старшего лаборанта до заведующего лабораторией радиационной защиты.
Самуил Григорьевич Цыпин принадлежал к группе ученых, которые в 50-х годах ХХ столетия участвовали в создании первых отечественных транспортных ядерных энергетических установок и их испытаниях. Он руководил работами по разработке биологической защиты ядерных реакторов энергетических установок наземных стендов 27 ВМ и 27 ВТ — прототипов ядерных корабельных энергоустановок первых отечественных атомных подводных лодок проекта 627"К-3" с водо-водяными реакторами и проекта 645 "К-27" с ядерными реакторами с жидкометаллическим теплоносителем свинец-висмут. От рационального построения биологической защиты, выбора ее элементов и компоновки зависела сама возможность использования ядерного реактора в качестве источника энергии для атомных подводных лодок (АПЛ). С.Г. Цыпин участвовал во всех видах испытаний биологической защиты ядерных реакторов первой отечественной АПЛ в 1956-1957 годах на наземном стенде 27ВМ в Обнинске, а затем в 1957-1958 годах в Северодвинске. Позднее С.Г. Цыпин участвовал в разработке биологической защиты космических (спутниковых) установок и реакторных установок атомных станций.
В 1972-1987 годах С.Г. Цыпин работал заведующим лабораторией Всесоюзного теплотехнического института им. Ф.Э.Дзержинского (Москва), которая выполняла работы по ядерной и радиационной безопасности для атомных электростанций с реакторами типа РБМК-1000, ВВЭР-440, ВВЭР-1000.
С.Г. Цыпин был участником ликвидации последствий аварии на Чернобыльской АЭС.
С.Г. Цыпин работал с октября 1987 года по ноябрь 2012 года в должности главного научного сотрудника в «Научно-техническом центре по ядерной и радиационной безопасности» (НТЦ ЯРБ) Госатомнадзора в г. Москве.

## Научно-педагогическая деятельность
С.Г. Цыпин был автором 9 книг и более 200 научных публикаций по вопросам радиационной безопасности ядерных установок. Имел много учеников, под его руководством 18 специалистов подготовили и защитили кандидатские диссертации.

## Награды
Свидетельством высокой оценки его деятельности являются: звание Заслуженный энергетик Российской Федерации и правительственные награды, в том числе орден "Знак Почёта" и медаль "За доблестный труд в Великой Отечественной войне 1941-1945 гг.".